# 下頜角
下颌角（angle of the mandible，gonial angle）位于下颌骨下缘與下颌骨支后缘的相交處。有人號稱法医可以根據下颌角來對遺骸進行性别鉴定，但最近的研究有質疑人类在下颌角上可能並沒有明显的性别差异。
下颌角点（gonion）是位于下颌骨（下巴、下颚）的外角最低点的，最后侧，最外侧点的人体标志。此位点位于下颌骨最大弯曲部分的顶点，其升支（ascending ramus）即为下颌骨的主体。